# Hermya surstylis
Hermya surstylis là một loài ruồi trong họ Tachinidae.